# جيمس إل. جونز سينيور
جيمس إل. جونز سينيور (بالإنجليزية: James L. Jones, Sr.)‏ هو ضابط أمريكي، ولد في 16 يونيو 1912 في كانساس سيتي في الولايات المتحدة، وتوفي في 30 مارس 1986 في فورت لودرديل في الولايات المتحدة.